# Futsal-Afrikameisterschaft 2011
Die Futsal-Afrikameisterschaft 2011 (englisch African Futsal Championship), ausgerichtet vom afrikanischen Verband Confédération Africaine de Football (CAF), sollte vom 3. April bis 17. April 2011 in Burkina Faso stattfinden. Es wäre die fünfte Auflage dieser Kontinentalmeisterschaft gewesen. Im Oktober 2010 gab der Verband bekannt, dass die Auslosung auf unbestimmte Zeit verschoben sei. Das ursprünglich für den 15. bis 27. Dezember 2010 geplante Turnier fand nicht statt. Im März 2011 zog sich Burkina Faso als Gastgeber zurück und das Turnier fiel aus.

## Qualifikation
Qualifiziert für die Afrikameisterschaft im Futsal waren die folgenden Nationalmannschaften:
- Ägypten
- Angola
- Äquatorialguinea
- Burkina Faso
- Elfenbeinküste
- Kamerun
- Libyen
- Marokko
- Mosambik
- Nigeria
- Senegal
- Simbabwe
- Südafrika
- Tunesien